# Woo Hee-jin
Woo Hee-jin (en hangul, 우|희|진; 24 de mayo de 1975) es una actriz surcoreana. 

## CArrera
Comenzó a modelar en anuncios cuando estaba en sexto grado, y luego debutó como actriz en 1987. 
Se convirtió en un nombre familiar al protagonizar el drama universitario Feelings (1994) y la comediaTres Chicos y Tres Chicas.

## Filmografía

### Series de televisión
| Año     | Título                             | Personaje                                  | Red    | Notas                                              |
| ------- | ---------------------------------- | ------------------------------------------ | ------ | -------------------------------------------------- |
| 1988    | 500 Years of Joseon: Queen Inhyeon | Joven Sejabin (posteriormente Reina Danui) | MBC    |                                                    |
| 1992    | For Love                           |                                            | KBS2   |                                                    |
| 1993    | Good Morning, Yeong-dong           |                                            | KBS2   |                                                    |
| 1994    | Feelings                           | Kim Yu-ri                                  | KBS2   |                                                    |
| 1995    | General Hospital                   | chica en la isla                           | MBC    | (invitada, episodio: "The Scent of Violet Island") |
| 1995    | Good Man, Good Woman               | Mi-young                                   | KBS2   |                                                    |
| 1995    | Declaration                        |                                            | MBC    |                                                    |
| 1995    | War and Love                       | Song Eun-joo                               | MBC    |                                                    |
| 1996    | Salted Mackerel                    | Kyung-woo                                  | MBC    |                                                    |
| 1996    | Three Guys and Three Girls         | Woo Hee-jin                                | MBC    |                                                    |
| 1997    | MBC Best Theater                   |                                            | MBC    | "Followed Recklessly by a Punch of Humor"          |
| 1997    | The Third Man                      | Song Ha-yeon                               | MBC    |                                                    |
| 1997    | White Christmas                    | Seung-mi                                   | SBS    |                                                    |
| 1998    | MBC Best Theater                   | In-ae                                      | MBC    | ep. "Murphy's Law"                                 |
| 1999    | Bridge Over Troubled Water         | Woo Hee-jin                                | MBC    |                                                    |
| 1999    | Assignable Appearance              | Geum-wol                                   | KBS2   |                                                    |
| 1999    | MBC Best Theater                   | Eun-seo                                    | MBC    | "When You Look at Me While I Sleep"                |
| 2000    | The More I Love You                | Song Na-young                              | MBC    |                                                    |
| 2000    | Money.com                          | SBS                                        |        |                                                    |
| 2000    | Three Friends                      | Woo Hee-jin                                | MBC    | (cameo, episode 1)                                 |
| 2001    | More Than Words Can Say            | Eun Bang-wool                              | KBS1   |                                                    |
| 2002    | Miss Mermaid                       | Eun Ye-young                               | MBC    |                                                    |
| 2003    | Apgujeong House                    | SBS                                        |        |                                                    |
| 2003    | MBC Best Theater                   | Min-jung                                   | MBC    | ep. "Farewell Waltz"                               |
| 2005    | Woman Above Flowers                | Park Dong-ji                               | SBS    |                                                    |
| 2005    | The Barefooted Youth               | Min Hee-jung                               | MBC    |                                                    |
| 2006    | MBC Best Theater                   | Joo So-ra                                  | MBC    | ep. "못한 Woman, 했던 Man"                         |
| 2006    | One Fine Day                       | mujer disfrazada                           | MBC    | (cameo)                                            |
| 2006    | Look Back with a Smile             | Lee Hee-jin                                | KBS2   |                                                    |
| 2007    | It's OK Because I Love You         | Yoon Ji-in                                 | KBS2   |                                                    |
| 2008    | HDTV Literature                    | Hye-young                                  | KBS1   | ep. "My Bloody Valentine"                          |
| 2009    | Three Men                          | Woo Hee-jin                                | tvN    |                                                    |
| 2010    | Life Is Beautiful                  | Yang Ji-hye                                | SBS    |                                                    |
| 2011    | I Trusted Men                      | Kim Hwa-kyung                              | MBC    |                                                    |
| 2012    | Hometown Over the Hill 2           | Choi Young-hee                             | KBS1   |                                                    |
| 2013    | Passionate Love                    | Yang Hye-sook                              | SBS    |                                                    |
| 2014    | Drama Special "Playing Games"      | Lee Eun-hong                               | KBS2   |                                                    |
| 2014    | Jang Bo-ri is Here!                | Lee Jung-ran                               | MBC    |                                                    |
| 2014    | Healer                             | Kang Min-jae                               | KBS2   |                                                    |
| 2015    | A Daughter Just Like You           | Ma Ji-sung                                 | MBC    |                                                    |
| 2016    | Good Person                        | Yoon Jung-won                              | MBC    |                                                    |
| 2016    | Moon Lovers: Scarlet Heart Ryeo    | Court Lady Oh Soo-yeon                     | SBS    |                                                    |
| 2017    | Bad Thief, Good Thief              | Park Sun-jin                               | MBC    |                                                    |
| 2017    | Queen for Seven Days               | Reina Jeheon (Reina Destituida Yoon)       | KBS2   | flashback                                          |
| 2020    | Do You Like Brahms?                | Jung Kyung-sun                             | SBS TV | invitada                                           |
| 2021    | Oh My Ladylord                     | Kim Yi-na                                  | MBC    | [ 7 ]                                              |
| 2021    | Doom at Your Service               | Kang Soo-ja / Kang Soo-ah                  | tvN    | recurrente                                         |
| 2021    | Dali and Cocky Prince              | Song Sa-bong                               | KBS2   | recurrente                                         |
| 2023-24 | Mi adorable demonio                | Madre de Do-hee                            | SBS    | Aparición especial                                 |
| 2024    | Love Song for Illusion             | Cheong Myung-bi                            | KBS2   | [ 11 ]                                             |

### Cine
| Año  | Título             | Personaje    | Notas                  |
| ---- | ------------------ | ------------ | ---------------------- |
| 1994 | Joven Amante       | Kim Yoon-hee |                        |
| 2001 | Saliendo           |              | (cortometraje) (cameo) |
| 2012 | Seguridad Nacional | En Jae-eun   | (cameo)                |

### Variedad/radio show
| Año  | Título                               | Red       | Notas        |
| ---- | ------------------------------------ | --------- | ------------ |
| 1994 | 열려라 웃음천국                      | SBS       | presentadora |
| 1997 | Popular Music Best 50                | MBC       | presentadora |
| 1997 | A Fun Connection Between Two Friends | iTV       | presentadora |
| 1999 | Oh! My Mistake                       | MBC       | presentadora |
| 2001 | Wow! e Wonderful World               | MBC       | presentadora |
| 2011 | EBS FM Special                       | EBS Radio | DJ           |

## Premios y nominaciones
| Año  | Premio           | Categoría                                               | Nominación   | Resultado |
| ---- | ---------------- | ------------------------------------------------------- | ------------ | --------- |
| 1996 | MBC Drama Awards | Premio a la Excelencia, Actriz                          |              | Ganadora  |
| 2002 | MBC Drama Awards | Premio a la excelencia, la Actriz en una Serie de Drama | Miss Sirena  | Ganadora  |
| 2014 | KBS Drama Awards | Mejor Actriz en un Acto/Especiales/cortometraje         | Jugar Juegos | Nominada  |